# Mehdi Hussein al-Machat
Mehdi Hussein al-Machat (en arabe : مهدي حسين المشاط), né en 1986, est un homme d'État yéménite, président du Conseil politique suprême, chef de l'État de facto dans les territoires tenus par les Houthis depuis 2018.

## Biographie
Il est né en 1986.
En 2016, il est porte-parole des Houthis et directeur de cabinet d'Abdul-Malik al-Houthi.
Le 23 avril 2018, quatre jours après la mort le 19 avril, du président du Conseil politique suprême, Saleh Ali al-Sammad, tué par une attaque aérienne lors de l'opération Restaurer l'espoir menée par l'Arabie saoudite dans le cadre de la guerre civile yéménite, il succède à ce dernier. Le 25 avril 2018, il prête serment devant 23 députés. Le 24 avril 2019, les membres du Parlement, présidés par Yahya Ali al-Raie, l'élèvent au rang de Field marshal, conformément à l'article 111 de la constitution.